# جويل ويلسون
جويل ويلسون (بالإنجليزية: Joel Wilson)‏ هو لاعب دوري الرغبي أسترالي، ولد في 30 سبتمبر 1977 في نيوكاسل في أستراليا.